# 福田裕大
福田 裕大（ふくだ ゆうだい、1979年 - ）は、日本のフランス文学者、メディア史学者、近畿大学法学部講師（専任）。フランス近代文学、特にシャルル・クロの研究などに取り組んでいる。

## 経歴
大阪府生まれ。駿台を経て青山学院大学文学部で、石崎晴己のゼミに学ぶ。2005年から2009年にかけて京都大学大学院博士後期課程に学び、2012年に「シャルル・クロの総合的研究：科学的業績と詩的業績の架橋を目指して」により、博士（人間・環境学）を取得。
京都精華大学非常勤講師などを経て、2014年に近畿大学法学部講師に着任。その後、近畿大学国際学部の開学後、准教授に就任する。

## おもな業績

### 単著
- 『シャルル・クロ：詩人にして科学者 詩・蓄音機・色彩写真』水声社、2014年

### 共著
- 『音響メディア史』谷口文和,中川克志共著 ナカニシヤ出版〈シリーズ〉メディアの未来  2015

### 翻訳
- レーモン・クノー『文体練習』松島征、原野葉子、河田学共訳　水声社、2012年